# Peter Racine Fricker
Peter Racine Fricker (* 5. September 1920 in London; † 1. Februar 1990 in Santa Barbara, Kalifornien) war ein britisch-amerikanischer Komponist und Musikpädagoge.

## Leben
Fricker, ein Nachfahre des französischen Dichters Jean Racine, studierte bei R. O. Morris und Ernest Bullock am Royal College of Music in London. Nachdem er im Zweiten Weltkrieg bei der Royal Air Force seinen Militärdienst geleistet hatte, nahm er weiteren Unterricht bei Mátyás Seiber. Später lehrte er als Professor für Komposition am Royal College of Music und wurde 1952 Nachfolger von Michael Tippett im Amt des Musikdirektors des Morley Colleges. 1964 nahm Fricker eine Gastprofessur an der University of California in Santa Barbara an.
Sechs Jahre später übersiedelte er endgültig in die USA, um seine Lehrtätigkeit ständig auszuüben. 1970 wurde er Vorsitzender des Music Department, 1979 erkannte man ihm mit dem Titel des „Faculty Research Lecturer“ die höchste akademische Auszeichnung der Universität zu. Nach seiner Übersiedlung wurde Fricker, ehemals einer der angesehensten britischen Komponisten, in seiner alten Heimat weitgehend ignoriert, obwohl er sich bemühte, seine Kontakte zum Musikleben im Vereinigten Königreich nicht abreißen zu lassen. So war er von 1984 bis 1986 Präsident des Cheltenham International Festival of Music and Literature in England.

## Werk
Fricker wurde vor allem von Arnold Schönberg, Béla Bartók und Paul Hindemith beeinflusst und grenzte sich somit entschieden von den englischen Musikstilen der ersten Hälfte des 20. Jahrhunderts ab, wie sie etwa von Gustav Holst und Ralph Vaughan Williams vertreten wurden. Seine Werke zeichnen sich besonders durch chromatische Melodien, freitonal-dissonante Harmonik und kontrapunktische Arbeit aus. Während seine früheren Kompositionen noch vorrangig in klassischen Formtraditionen verankert sind, zeigen die in Amerika geschriebenen eine Hinwendung zu formal freieren Gestaltungsweisen.
Peter Racine Fricker komponierte fünf Sinfonien und andere Orchesterwerke, Konzerte, Kammer- und Chormusik (z. B. das Oratorium The Vision of Judgement) sowie Stücke für Orgel und Klavier.